# Argynna polyhedron
Argynna polyhedron är en svampart som först beskrevs av Ludwig David von Schweinitz, och fick sitt nu gällande namn av Andrew Price Morgan 1895. Argynna polyhedron ingår i släktet Argynna och familjen Argynnaceae.   Inga underarter finns listade i Catalogue of Life.